# Carrhenes
Carrhenes is een geslacht van vlinders van de familie dikkopjes (Hesperiidae), uit de onderfamilie Pyrginae.

## Soorten
- C. callipetes Godman & Salvin, 1895
- C. canescens (Felder, 1869)
- C. fuscescens (Mabille, 1891)
- C. santes Bell, 1940
- C. unifasciata (Felder & Felder, 1867)